# Čany
Čany (rusky Чаны) je bezodtoké mírně slané jezero v Barabinské stepi v Novosibirské oblasti v Rusku. Je největším jezerem na Západní Sibiři a leží v nadmořské výšce 105 m mezi toky Irtyše a Obu. Jeho rozloha je proměnlivá od 1800 do 3500 km² (v závislosti na sezónním a meziročním kolísání úrovně hladiny). Průměrně je hluboké 2,1 m a dosahuje maximální hloubky 7 m.

## Pobřeží, ostrovy
Pobřeží je silně členité. Na jezeře je asi 70 ostrovů, které jsou protáhlé ze severovýchodu na jihozápad.

## Vodní režim
Jezero je spojené průtokem s jezerem Malé Čany. Zdroj vody je převážně sněhový. Rozsah kolísání úrovně hladiny přibližně 3 m. Zamrzá ve druhé polovině října nebo první polovině listopadu a rozmrzá v květnu.
Do jezera ústí řeky Kargat a Čulym.

## Využití
Na jezeře je rozvinutá místní vodní doprava a rybářství (potočníci, štiky, okouni, karasi, kapři). Jezero hraje velkou roli při migraci mnoha druhů vodních ptáků.
Jezero Čany je oblíbenou prázdninovou destinací. Na břehu jezera byla vybudována rekreační střediska a pořádají se sem speciální výlety. Za špatného počasí jsou na jezeře velmi vysoké vlny, byly zaznamenány případy úmrtí lidí, které zastihlo špatné počasí na loďkách na jezeře.

## Osady v okolí
Na konci 19. století bylo na březích jezera 17 osad. V roce 2022 zde existuje 12 vesnic, z nichž největší jsou podle počtu obyvatel Kazancevo, Kvašnino a Jarkul. Pokles počtu osad je způsoben tím, že některé osady, které byly před sto lety na břehu jezera se nyní nachází daleko od zmenšeného jezera. Žádný o ostrovů není obydlen.

## Zajímavosti
Existuje legenda, podle které v jezeře žije gigantický tvor - had, který požírá dobytek i lidi. Tvoru se přezdívá Sibiřská Nessie.